# Herradura

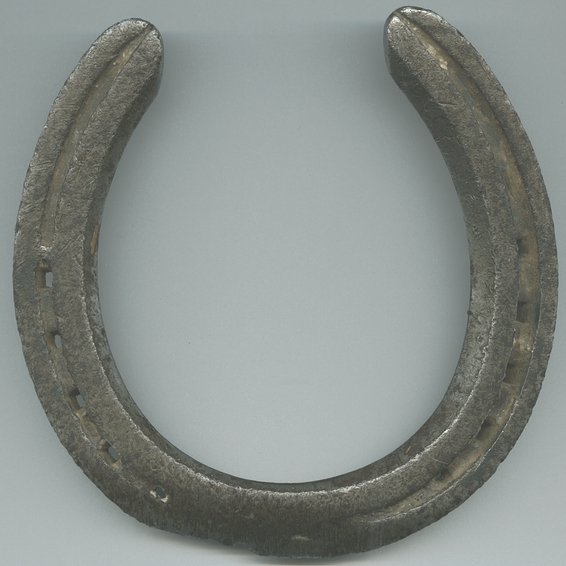
Las herraduras modernas suelen estar hechas de hierro y clavadas en los cascos.

Las herraduras son piezas construidas en metal, caucho, plástico o cuero, que se clavan o se pegan en el borde de los cascos de los caballos y asnos. Las herraduras utilizadas para los bueyes y vacas tienen otra forma que se adapta a sus pezuñas, dos uñas en cada pata. Las herraduras se utilizan para proteger los cascos y pezuñas contra el desgaste y la rotura. Las primeras herraduras tenían clavos o lengüetas que sobresalían para proporcionar tracción adicional (estas aún siguen usándose en algunas competiciones de caballos).

## Historia
Desde el siglo III existe un gran debate científico sobre la existencia o no de herraduras en la Antigüedad. Sí está claro el uso de "hiposandalias" (en griego ippodémata o kardatínai, de cuero a partir del siglo IV a. C.), unas protecciones móviles de metal, esparto o cuero que, sujetas con cintas, se utilizaban solo puntualmente, en función de la dificultad del terreno o la longitud de un viaje. No hay textos literarios sobre el uso de herraduras anteriores al siglo IX d. C., pero en cambio sí numerosos hallazgos arqueológicos en distintos países (incluida España) que inclinan a aceptar su existencia, si bien no sistemáticamente extendida, o al menos no para los caballos de guerra (faltan, por ejemplo, en todas las tumbas hallstáticas que incluyeron caballos). Igualmente, el origen de la herradura sigue sin estar claro, aunque se apunta hacia pueblos bárbaros del oriente del Imperio romano, que usarían algunas protecciones clavadas al menos desde los siglos IV-II a. C.
La teoría china sobre el origen sostiene que los mongoles aprendieron el herrado con clavos de los chinos y lo habrían mejorado, y los hunos lo habrían llevado a Europa en el siglo IV.
La teoría gala apunta al pueblo kimris que, en el siglo IV a. C., habría introducido unas herraduras muy primitivas.
La herradura más antigua conocida en Europa, datada en  481, fue encontrada en la tumba del rey franco Childerico I.
Con Carlomagno (747-814) se generalizó el uso de la herradura en Europa.
En España el herrado se incrementó a partir de la invasión árabe, cuyo pueblo trajo de Persia unas herraduras diferentes a las europeas. En el siglo XII era ya común en España el herrado con clavos. Los libros españoles de albeitería que trataban del herrado influyeron en el resto de Europa, especialmente en Francia.

## Tipos de herraduras
Existe una gran variedad de herraduras, de diferentes materiales y estilos, desarrolladas para los distintos tipos de caballos y el trabajo que realizan. Los materiales más comunes son el acero, el aluminio y el plástico, aunque algunas herraduras especializadas están hechas de magnesio, titanio o cobre.

### Herradura de dos goznes
Está compuesta de cuatro piezas, que son las lumbres, las dos ramas y una accesoria que sirve para abrirla y cerrarla según lo exijan las circunstancias. Las ramas se articulan con las lumbres en el sitio que se llama hombros, del mismo modo que en la herradura de gozne; en el borde interno, desde el sitio de la articulación hasta el extremo de los callos, se hacen unas escotaduras a manera de dientes de sierra; estos dientes sirven para recibir los extremos de la pieza accesoria que están escotados. Esta pieza es cilíndrica, dos veces más gruesa que la herradura. 
Los dientes que presentan los bordes internos se dirigen de delante atrás para que la pieza accesoria que está embutida entre ellos por sus extremos no resbale hacia delante y como la separación de las ramas es naturalmente igual en las cuartas partes y en los callos, resulta que esta pieza una vez colocada no se puede dirigir hacia atrás y es necesario empujarla. Tiene nueve claveras, tres en las lumbres y tres en cada rama, formando dos filas, de modo que hay tres en la fila interna y seis en la externa. Esta herradura tiene el mismo uso que la de gozne. Los antiguos la aplicaban cuando los talones estaban muy estrechos; para esto rebajaban el casco cuanto era posible, particularmente los talones y ponían la herradura clavando los clavos en las claveras exteriores si el casco era grande y en las interiores si era pequeño. Colocada la herradura, se encajan las escotaduras de los extremos de la pieza accesoria en los dientes que presentan los bordes internos hacia los hombros. Después se empuja con el martillejo hacia los talones franqueando solo dos o tres dientes cada día hasta que el casco se ensanche lo suficiente. Si consideramos que el casco no es una parte muerta que cede a las leyes de la fuerza, sino un tejido orgánico que vive, que se nutre y que está provisto de una cantidad prodigiosa de vasos, veremos que la herradura que se acaba de proponer para ensanchar los talones. Lejos de producir este resultado, dará lugar a contusiones más o menos graves que ocasionarían accidentes funestos; así es, que esta herradura apenas fue inventada se olvidó enteramente su uso.

### Herradura de galocha
Es una herradura común con una prolongación más o menos larga y ancha, soldada sobre el plano de la cara inferior en la parte media y anterior de las lumbres, con su extremidad anterior redoblada hacia abajo a manera de ramplón. Se pone a los caballos topinos, ancados o emballestados, con el fin de que puedan hacer algún servicio.

### Herradura de gozne
Se diferencia de la herradura común en la distribución de las claveras y en que está compuesta de dos medias herraduras unidas en las lumbres por medio de un clavo cilíndrico que pasa por un agujero redondo que hay en el extremo de cada una de ellas, fijo de modo que les permita moverse. Las dos extremidades en el sitio de su unión tienen una muesca redonda en sentido inverso que disminuye la mitad de su grueso para que se puedan acomodar y mover con más facilidad sin aumentar el grueso de las lumbres. Esta herradura tiene uno o dos órdenes de claveras colocadas alternativamente, unas hacia el borde externo y otras en medio de las lumbres y de las ramas. Por la articulación que tiene en las lumbres puede servir para todos los cascos, sean grandes o pequeños porque se puede estrechar y ensanchar con facilidad; así es muy útil en los viajes.

### Herradura de gozne con pestañas y tornillo
Se diferencia de la de gozne propiamente tal en que no tiene claveras pero están reemplazadas por once pestañas colocadas alrededor del borde externo y que los callos son prolongados; tan gruesos como anchos y perforados transversalmente por un agujero que reciba una barreta de hierro con una cabeza redonda en un extremo y una rosca en el otro para recibir una tuerca, por medio del cual se aproximan o se separan los callos de la herradura. Para que la barreta no vacile, la entrada del agujero por el lado externo de los callos debe ser cuadrada, como igualmente la barreta cerca de su cabeza. Cuando la herradura está puesta, la tuerca debe estar en la parte externa del casco para que el animal no se roce. 
Se usa cuando el casco está tan desportillado que no se pueden poner los clavos; entonces, se rebaja el casco todo lo posible, se pone la herradura, se ajustan los callos por medio de la tuerca y se aplican con el martillejo las pestañas a la circunferencia de la tapa. Esta herradura solo puede servir cuando el animal está en quietud, pues a poco que ande se cae.

### Herradura de chinela
Se diferencia de la herradura común de mano en que es más larga, más estrecha, menos cubierta y en que se aproxima por su forma a la herradura de mula. Se le da el nombre de herradura de chinela porque en la cara superior de cada una de sus ramas y callos forma un plano inclinado de dentro afuera. Tiene de longitud una quinta parte más que la herradura común, de ancho una tercera parte menos. La distancia de la primera clavera del talón al extremo del callo es mayor y el grueso del borde interno de las ramas y de los callos es el doble que el del borde externo. 
Esta modificación en las proporciones de la herradura de que se trata es necesaria para que se acomode mejor a la configuración del casco en que se ha de poner, que es en los estrechos de talones y en los sobrepuestos. A día de hoy, tiene muy poco uso.

### Herradura de medialuna
Es una herradura común con los callos cortados a una distancia mayor o menor de la primera clavera del talón. El corte debe hacerse en bisel de adelante atrás, de modo que el ángulo inferior de las ramas esté perfectamente redondo. Se emplea esta herradura cuando el caballo se alcanza y se arranca la herradura de la mano con el pie; en algunas operaciones del casco, como en la extirpación de la tapa, en los gabarros cartilaginosos, en los cascos estrechos de talones, etc.

### Herradura de mula
Se diferencia de la de caballo en que es más estrecha; esto es, que la distancia de una rama a otra es más corta y estas mismas ramas y los callos presentan una dirección más recta porque los cascos de la mula son generalmente más estrechos que los del caballo.

### Herradura de pontezuela
Es una herradura común con la adición de algunas piezas accesorias. Hay varias especies: 
- Una herradura común con los callos prolongados y doblados hacia la cara inferior de modo que formen un cuadro perforado transversalmente por un agujero redondo, que da paso a un anillo de hierro movible en este mismo agujero y soldado de modo que una vez introducido no pueda salir. Tiene además otro anillo en las lumbres fijo como los dos anteriores en un ramplón, que se hace entre las dos primeras claveras de las lumbres. Esta herradura se puede poner a los caballos que tienen alguna dificultad en el movimiento de las articulaciones de los miembros anteriores. Cuando el animal marcha, los anillos hacen un ruido extraordinario y el apoyo es poco firme, lo que obliga al caballo a levantar con precipitación y a mucha altura el casco para no tocar en el suelo y por este medio se logra que los movimientos se hagan a medida que los actos se repiten con más libertad. Esta herradura debe ponerse en la extremidad enferma.
- Es una herradura común de mano con cuatro barretas de hierro y dispuestas de modo que dos están soldadas, una en cada rama en el sitio en que empiezan los callos y las otras en los hombros; estas cuatro barretas se doblan en escuadra de arriba abajo y de fuera adentro, en la dirección de la cara inferior de la herradura, de modo que la perpendicular salga del borde externo; dobladas de este modo se encorvan de nuevo a corta distancia del ángulo de la escuadra, dirigiéndolas hacia el centro de la herradura, para que los extremos se acaballen unos sobre otros y se reúnan por medio de un tornillo que pasa por un agujero cuadrado que hay en cada uno de los dos extremos, colocando la cabeza del tornillo hacia la parte inferior. Esta herradura se pone a los animales que tienen un miembro más corto que el otro por una causa cualquiera para restablecer cuanto sea posible el aplomo natural.
- Es una herradura común con una plancha de hierro soldada en las lumbres y doblada en escuadra con dirección hacia los callos; a poca distancia de estos se separa en dos ramas, cuyos extremos se sueldan en los callos. Esta herradura se aplica cuando el animal tiene encogido un miembro de resultas de alguna enfermedad y no puede o no se atreve a sentarlo en el suelo. Entonces, se pone la herradora en el miembro bueno para que vacilando su apoyo el animal procure sostener el cuerpo valiéndose del enfermo. Otros dicen que la herradura debe ponerse en el miembro enfermo, pero esta es una cuestión que el profesor instruido resolverá con su práctica.
- Hay otra especie de herradura de pontezuela que solo se diferencia de la anterior en que en lugar de la chapa es un pedazo de hierro redondo. Tiene los mismos usos.

### Herradura manca
Es una herradura común con un callo truncado del modo que se ha dicho en la de media luna. Se aplica en la escarza y en la codillera; en este caso se corta el callo interno que es el que comprime la punta del codo cuando el animal está echado. 

#### Herradura manca con pestaña
Esta herradura difiere de la manca propiamente tal en que solo tiene siete claveras y que en el sitio de la octava se hace una abertura esculpida en el grueso de la herradura desde el borde interno al externo sin que la rama mude su forma natural. Esta abertura recibe la prolongación de una pestaña ancha y postiza que no pasa del borde interno pero que se redobla sobre el externo y se dirige hacia la cara superior de la herradura; la figura de la pestaña es casi cuadrada y cerca de su borde superior está perforada por dos agujeros ovalados para dar paso a una cinta que fije y aproxime la pestaña contra la tapa; su largo y ancho debe ser el de la cuarta parte del casco. 
Esta herradura se aplica para contener el aparato en el caso de extirpación de la tapa; pero no se emplea inmediatamente después de esta operación sino cuando el casco nuevo empieza a crecer para liberarlo del contacto de los cuerpos duros sobre los cuales el animal camina.

### Herradura para el despalme
Se diferencia de la herradura común en que es más estrecha y delgada que esta y en que solo tiene cuatro o seis claveras. Se pone inmediatamente después de la operación del despalme. 

### Herradura para el hielo
Es una herradura común con un agujero a manera de terraja en medio del extremo de cada callo y otro en las lumbres entre las dos primeras claveras. Estos dos agujeres reciben la espiga de un clavo que forma una especie de tornillo con la cabeza piramidal, de modo que se quitan y se ponen con facilidad sin necesidad de desherrar al animal. Se usa en los casos en que las calles o los caminos están cubiertos de hielo para evitar que el animal resbale. Esta herradura se puede suplir haciendo en la común un ramplón puntiagudo en cada callo.

### Herradura para el juanete
Es una herradura con uno de los callos más anchos anchura que debe ser a expensas del grueso natural de la herradura para que no aumente su peso. Se usa cuando el caballo tiene juanete. Hay otra que consiste en cortar el callo y ensanchar la rama, pero esta es inútil respecto a que se puede ensanchar la rama y el callo al mismo tiempo, según el sitio en que esté el juanete.

### Herradura para los bueyes
Como el buey es didáctilo, esta es, que tiene los extremos inferiores de sus miembros divididos en dos partes iguales, llamadas pezuñas, es necesario que su herradura esté dividida también en dos partes y que cada una represente la misma forma que la parte de pezuña sobre la cual debe aplicarse. Esta herradura consiste en una plancha de hierro casi ovalada con cinco o seis claveras pequeñas en el borde externo y una o dos pestañas más o menos largas y anchas en el borde interno. Esta plancha más ancha hacia los talones que en el resto de ella, cubre toda la parte inferior de cada pezuña, menos los talones.

### Herradura prolongada
Se da este nombre a una herradura común que tiene las lumbres dos o tres veces más anchas que lo ordinario. Sirve esta herradura para remediar el defecto de topino.

### Herradura truncada por las lumbres
Se diferencia de una herradura común de pie, en que la parte anterior de las lumbres está cortada de modo que tienen una mitad menos de ancho y las claveras más inclinadas hacia los callos; la parte truncada debe estar en bisel y perfectamente redonda. Con esta herradura se hierran los caballos que forjan y los que se alcanzan; algunos la emplean también en la raza. Hay otra especie de herradura truncada, que consiste en hacer una media luna en las lumbres en lugar de cortarlas transversalmente; se usa también en la raza.